# DMK Eis
Die DMK Eis GmbH mit Sitz in Everswinkel und Werken in Everswinkel und Prenzlau ist ein deutscher Lebensmittelhersteller, der Speiseeis produziert. Die DMK Eis GmbH ist ein Tochterunternehmen, das sich vollständig im Besitz der DMK Deutsches Milchkontor GmbH befindet.

## Geschichte
1967 erwarb August Kirchner von seinem Onkel Karl die kleine Eiskremproduktion des Café Rosen in Heinsberg. In den angemieteten hinteren Räumen des Cafés wurde Eis in Handarbeit gefertigt, das in der näheren Umgebung verkauft wurde. Im dritten Geschäftsjahr erfolgte der Umzug der Produktion in die ehemalige Westmark-Brauerei nach Waldfeucht-Haaren. Die Anschaffung des ersten Rundgefrierers für die Herstellung von Stieleis war der Beginn der industriellen Eiskremproduktion. Über 90 % der damals von Rosen-Eiskrem hergestellten Eisprodukte waren Handelsmarken.
In unmittelbarer Nähe zum Stammhaus wurde 1998 das Werk 2 mit eigener Produktionslinie für extrudiertes Stieleis und Eis-Sandwiches gebaut. Zudem wurde am Ortsausgang ein vollautomatisches Tiefkühl-Hochregallager errichtet. Die erste vollautomatische Konfektionierungsanlage in einem Lebensmittel produzierenden Unternehmen wurde 2006 in Betrieb genommen.
Zum 1. Januar 2007 übernahmen die Rosen Eiskrem GmbH und die Rosen Eiskrem Süd GmbH die Handelsmarkenproduktion der Nestlé Schöller Produktions GmbH und damit die Fertigungsstätten in Nürnberg (Bucher Straße) und Prenzlau.
Im November 2012 erwarb die DMK Deutsches Milchkontor GmbH eine Mehrheitsbeteiligung an der finanziell angeschlagenen Rosen Eiskrem. Im Außenauftritt wurde nun die Firmierung DMK Eis GmbH verwendet.

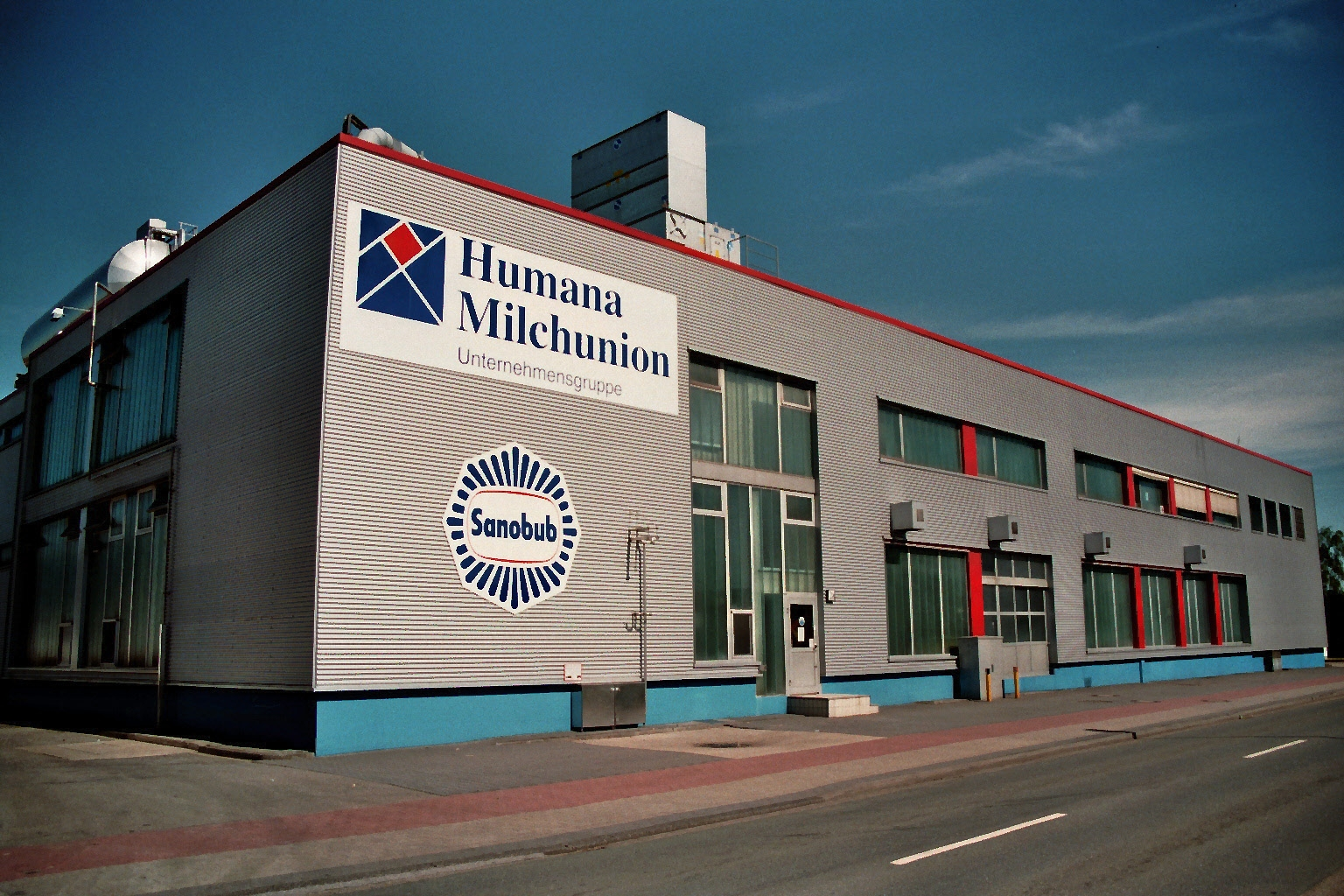
Sanobub-Eiscreme-Werk in Recke (abgerissen Mitte 2022)

Die DMK Deutsches Milchkontor GmbH entstand 2010 aus der Fusion der Nordmilch und der Humana Milchunion. Nordmilch hatte seine Eissparte bereits 2006 an Roncadin verkauft. Humana brachte das Eiswerk des Tochterunternehmens Sanobub in Recke (Westfalen) im Kreis Steinfurt in die neue Firma ein. Anfang 2015 wurde beschlossen, dieses Werk Ende 2015 zu schließen.
Ebenfalls Anfang 2015 wurde beschlossen, das Eiswerk (ex Schöller, ex Nestle Schöller, ex Rosen) an der Bucher Straße in Nürnberg nach Saisonende 2017 zu schließen.
Ende Januar 2020 unterzeichnete die Rosen Eiskrem GmbH (= Werk Haaren) einen Vertrag zur Übernahme der Speiseeis-Fabrik in Waldfeucht-Haaren durch die zur Schwarz-Gruppe (Lidl, Kaufland) gehörende Bon Gelati GmbH & Co. KG. Bon Gelati betrieb im benachbarten Übach-Palenberg bereits das größte Speiseeis-Werk Europas. Die Übernahme wurde beim Bundeskartellamt am 10. Februar 2020 unter B2-38/2 angemeldet. Am 1. Januar 2021 war die Übernahme abgeschlossen.
Im September 2021 wurde bekannt, dass die DMK Eis das Werk ihres Tochterunternehmens Rosen Eiskrem Süd GmbH in Prenzlau zum 31. Dezember 2022 schließen will. Der Mietvertrag mit dem Eigentümer des Werkes, der Uckermärker Milch GmbH wurde entsprechend gekündigt. Kurze Zeit später gaben beide Seiten bekannt, dass der Mietvertrag um ein Jahr bis Dezember 2023 verlängert worden ist. Die Eisproduktion wurde bereits zum 31. August 2023 eingestellt, vier Monate vor dem ursprünglich geplanten Datum.
Im Jahr 2021 sank der Umsatz um etwa 28 %, so dass DMK Eis im Umsatzranking hinter den Wettbewerber Eisbär Eis zurückfiel. Beim Ergebnis musste ein Fehlbetrag von über 10 Mio. Euro ausgewiesen werden.

## Produkte
Neben eigenen Produkten und Handelsmarken werden auch Lizenzprodukte hergestellt: Ahoj-Brause und Katjes Grün-Ohr Hase (vegan) – Lizenzgeber (LG): Katjes, Capri-Sun – LG: Capri-Sun, Schweiz, Afri-Cola-Eis und Bluna Eis – LG: Mineralbrunnen Überkingen-Teinach, Ehrmann Grand Dessert Eiscreme und Ehrmann High Protein Icecream – LG: Ehrmann SE, PEZ, Manner Eiscreme, Milram und Sanobub – LG: DMK, Baileys Original – LG: Diageo

## Wettbewerber in Deutschland
- Unilever Deutschland GmbH (Langnese) mit Werk in Heppenheim
- Eisbär Eis mit Werken in Apensen und Plummendorf
- Bon Gelati mit Werken in Übach-Palenberg und Waldfeucht-Haaren
- Froneri Schöller GmbH mit Werk in Osnabrück

Importeure:
- Ferrero Deutschland GmbH-Produktion in Spanien
- Mars GmbH – Produktion in Frankreich
- Häagen-Dazs – Produktion in Frankreich

## Export
DMK-Eiskremprodukte werden derzeit in 17 Länder Europas, darüber hinaus in die USA, nach Australien, Neuseeland und in die Vereinigten Arabischen Emirate exportiert.